# Денем, Генри Манглс

Карта района залива Шарк в Западной Австралии, сделанная Денемом.

Вице-адмирал сэр Генри Манглс Денем (англ. Sir Henry Mangles Denham, 28 августа 1800, Плимут, Девон — 3 июля 1887, Лондон) — офицер Королевского флота, который впоследствии стал главнокомандующим Тихоокеанской станцией.

## Начало карьеры
Денем поступил на флот в 1809 году. Он служил на HMS Vulture с 1810 по 1814 год, первоначально под командованием капитана Мартина Уайта, занимаясь исследовательскими работами на Нормандских островах. Он стал мичманом во время службы на Vulture. Он продолжал работать над исследованием Нормандских островов до 1817 года, снова под руководством Уайта. В 1817 году Уайт принял командование исследовательским судном HMS Shamrock, и Денем работал под его началом над исследованиями в Ла-Манше и Ирландии. В 1822 году произведён в лейтенанты. С октября 1827 года он был лейтенант-коммандером на HMS Linnet, обследовал побережье Франции. С сентября 1828 года по март 1835 года он обследовал Бристольский залив и порты Ливерпуля и Милфорда.
В начале 1830-х годов расширение порта Ливерпуля было сильно ограничено из-за заиления каналов, ведущих к порту. Попечители дока обратились за помощью к Адмиралтейству, и в 1833 году Денему было поручено обследовать местность. Он провёл самое тщательное на сегодняшний день обследование Мерси и подходов к нему и проанализировал объёмы и характер течения, а также количество твёрдого материала, переносимого каждым приливом. Он утверждал, что если существующие русла блокируются, то приливный поток должен идти куда-то ещё. Он смог определить и нанести на карту новое русло и отметить его буями. Это значительно увеличило объёмы перевозок, которые мог обработать порт. В 1834 году он был награждён Свободой округа Ливерпуль, а в 1835 году стал резидентом морского инспектора в порту. В 1837 году, когда обмеление внешней части канала стало проблематичным, он ввёл систему дноуглубительных работ с помощью парохода, буксирующего набор тросов с шипами, расположенных вдоль дубовой балки. Это продолжалось до 1890 года. 28 февраля 1839 года он стал членом Королевского общества. По словам Маунтфилда (1953), «именно работа Денема в тридцатые и сороковые годы сделала Ливерпуль великим конечным портом, в котором так остро нуждалась быстрорастущая торговля промышленной Англии».

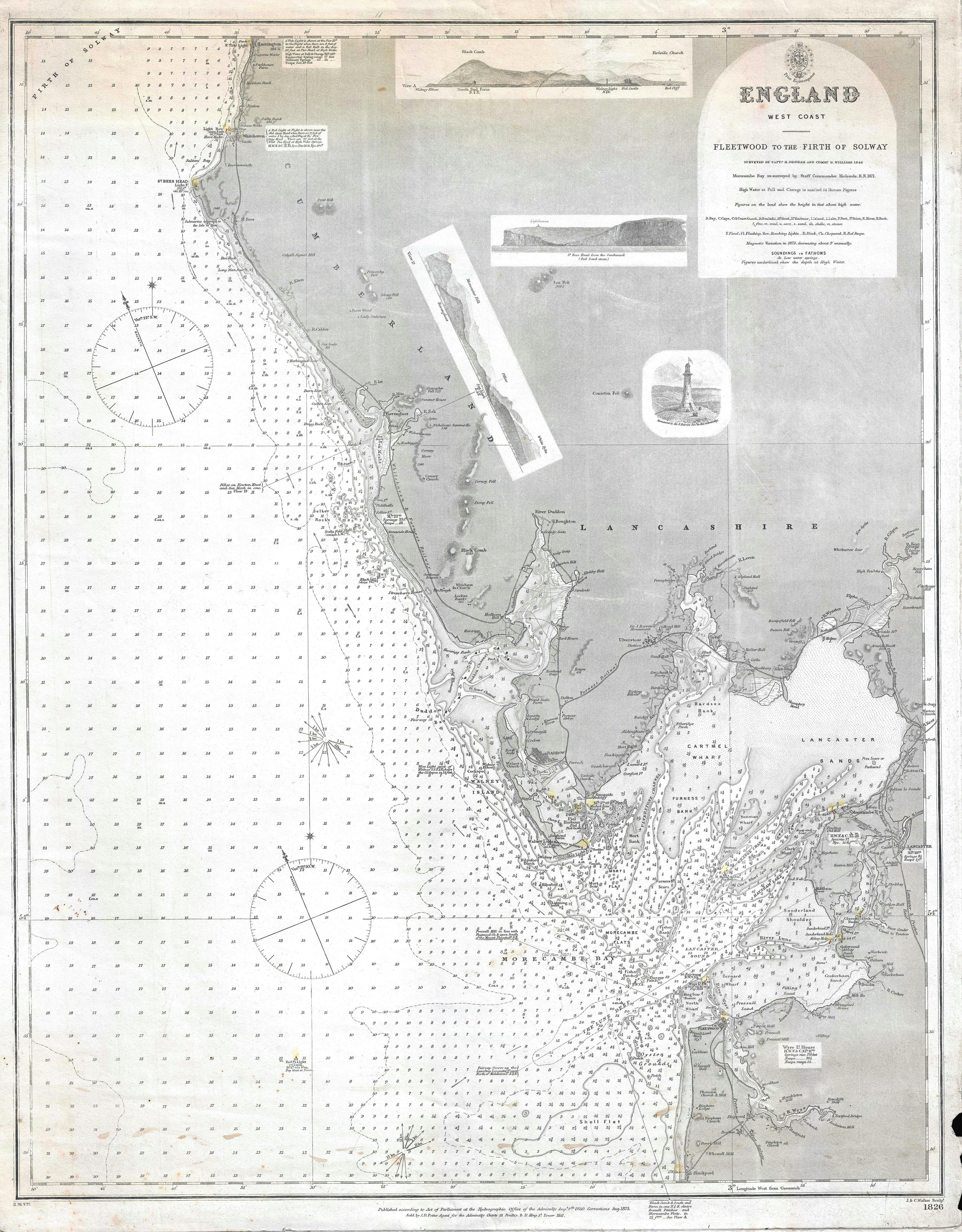
Адмиралтейская карта № 1826: от Флитвуда до залива Солуэй, исследованная Генри Денемом и Джорджем Уильямсом.

Пребывание Денема в Ливерпуле закончилось разногласиями, Денем был разочарован нехваткой доступных ресурсов. Это достигло апогея во время сильного шторма 1839 года, когда маяки, а также буи были оторваны от причалов, и Денем считал себя лишённым возможности нанимать лодки и экипажи, чтобы исправить ситуацию. Ещё одним источником напряжённости было то, что, по крайней мере, некоторые члены комитета считали, что Денем выходит за рамки своей задачи, выступая за изменения в способах управления подходами к порту, предлагая орган, наделённый властью над всем устьем реки, а не только над портом. Его назначение было прекращено в 1839 году. Он оставался на северо-западе Англии в течение нескольких лет, будучи назначенным Адмиралтейством для обследования побережья Ланкашира и Камберленда. Многие результаты своей работы он опубликовал в сборнике «Путеводитель по местности», изданном в 1840 году.
С 15 января 1842 года Денем был заместителем командира корабля HMS Lucifer под командованием Фредерика Уильяма Бичи, обследовавшего побережье Ирландии. 30 июля 1845 года он был назначен командиром HMS Avon, проводившего съёмку западного побережья Африки, включая устье реки Нигер. С 1848 по 1851 год он занимался расследованием происшествий на море.

## Исследование южной части Тихого океана, 1852-1861 годы
18 февраля 1852 года Денем был назначен капитаном HMS Herald. В качестве капитана HMS Herald он провёл крупные изыскательские работы в Австралии, Новой Каледонии и других частях юго-западной части Тихого океана в период с 1852 по 1861 год.
Путешествие HMS Herald принесло ему прочное место в истории морской геодезии. В течение десятилетия Herald исследовал и наносил на карту известные массивы суши и предполагаемые опасности в юго-западной части Тихого океана и на значительных участках побережья Австралии, тем самым устанавливая безопасные маршруты для судоходства. Некоторые карты Herald всё ещё используются. Во время путешествий Денема юго-западная часть Тихого океана была миссионерским полем, местом коммерческой деятельности и колониальным аванпостом. Образцы естествознания, собранные натуралистами Уильямом Грантом Милном и Джоном Магилливри в ходе экспедиции, значительно пополнили ботанические и орнитологические коллекции.

Путешествие началось в Англии 21 февраля 1852 года и окончилось в Австралии 18 февраля 1853 года. 30 октября 1852 года глубоководное зондирование, проведённое на проходе между Рио-де-Жанейро и мысом Доброй Надежды, показало глубину 7706 саженей (14 093 м). Затем корабль начал своё основное исследование, посетив остров Лорд-Хау, остров Пен (Новая Каледония) и Анейтьюм (Вануату) (с 19 февраля 1853 года по 1 января 1854 года); Новую Зеландию и остров Рауль (2 января 1854 года — 2 сентября 1854 года); Фиджи (3 сентября 1854 года — 24 ноября 1854 года); и остров Норфолк (июнь 1855 года). 

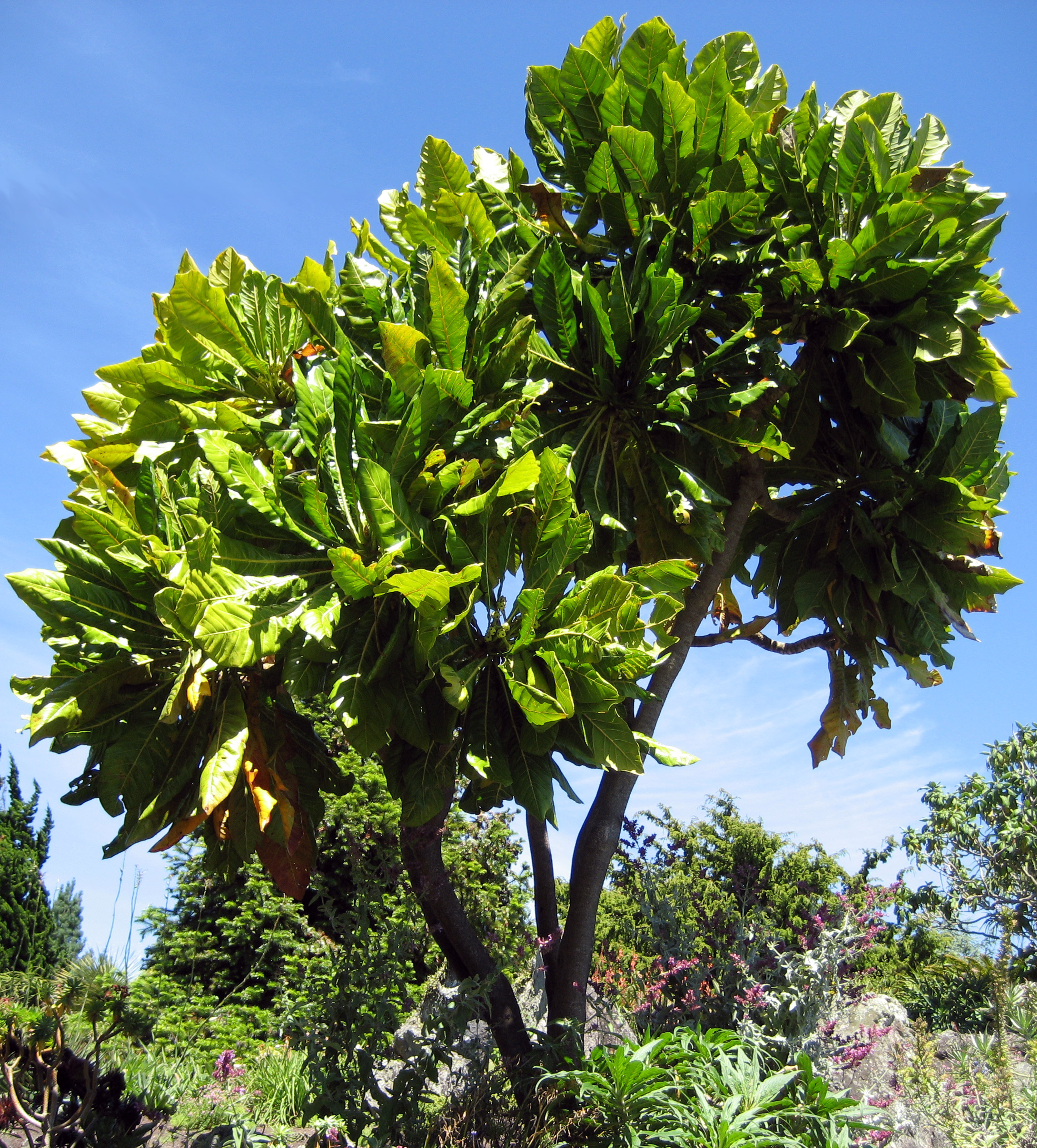
Meryta denhamii, вид дерева Новой Каледонии, названный в честь Генри Денема

 После второго визита на Фиджи (с 25 июня 1855 года по 3 февраля 1856 года) «Herald» участвовал в переселении жителей островов Питкэрн на остров Норфолк (с 4 февраля 1856 года по 26 июня 1856 года). Затем был предпринят третий визит на Фиджи (с 27 июня 1856 года по 26 февраля 1857 года), за которым последовало обследование Порт-Джэксона, Новый Южный Уэльс (с 27 февраля 1857 года по 20 декабря 1857 года); также обследовали Бассов пролив, пролив Кинг-Джордж и залив Шарк (21 декабря 1857 — 29 июня 1858 года). После трёх посещений Кораллового моря (с 30 июня 1858 по 23 мая 1860 года) «Herald» начал первый этап своего путешествия домой, из Сиднея в Сурабаю (с 24 мая 1860 по 20 ноября 1860 года), отправившись из Сурабаи 21 ноября 1860 года прибыл в Чатем 1 июня 1861 года.

## Главнокомандующий Тихоокеанской станцией
С 10 мая 1864 года по 21 ноября 1866 года Денем занимал пост главнокомандующего Тихоокеанской станцией. В 1866 году он был посвящён в рыцари за гидрографические услуги. Вышел в отставку в чине вице-адмирала в 1871 году.
Город Денем в Западной Австралии назван в его честь, как и эндемичное дерево Новой Каледонии Meryta denhamii. Остров Денем, Британская Колумбия, был назван в его честь геодезистом Королевского флота.

## Семья
В 1826 году он женился на Изабелле (умерла в 1865 году), дочери преподобного Джозефа Коула из Кармартена. Сын Флитвуд Джеймс Денем служил под началом своего отца на Herald и умер от тропической лихорадки в 1854 году в возрасте 16 лет на острове Рауль, в цепи островов Кермадек в Новой Зеландии. Он был похоронен недалеко от пляжа в начале залива Денем.